# Готениця
Готениця (словен. Gotenica) — поселення в общині Кочев'є, регіон Південно-Східна Словенія, Словенія. Висота над рівнем моря: 658,9 м.